# 미래완료
미래완료(未來完了)는 미래의 동작, 현상, 행위 등이 막 끝남을 나타내는 시제이다. 언어에 따라 있을 수도 있고, 없을 수도 있다.
미래 완료는 영어 문장 "I will have done by tomorrow"에서 will have done과 같이 미래의 참조 시간 이전에 발생할 것으로 예상되거나 계획된 사건을 설명하는 데 사용되는 동사 형태 또는 구조이다. 그것은 미래 시제 또는 미래 시간의 다른 표시와 사건을 사전 및 완료로 보는 문법적 측면의 문법적 조합이다.

## 같이 보기
- 문법상
- 시제